# Laragne-Montéglin
Laragne-Montéglin település Franciaországban, Hautes-Alpes megyében. Lakosainak száma 3566 fő (2022. január 1.). Laragne-Montéglin Mison, Lazer, Saléon, Upaix, Garde-Colombe és Val-Buëch-Méouge községekkel határos.

## Népesség
A település népességének változása:
| Lakosok száma | 3579 | 3647 | 3371 | 3484 | 3491 | 3455 | 3511 | 3543 | 3579 | 3566 |
|               | 1968 | 1982 | 1990 | 2006 | 2013 | 2015 | 2017 | 2019 | 2020 | 2022 |